# Zagrebs centralstation

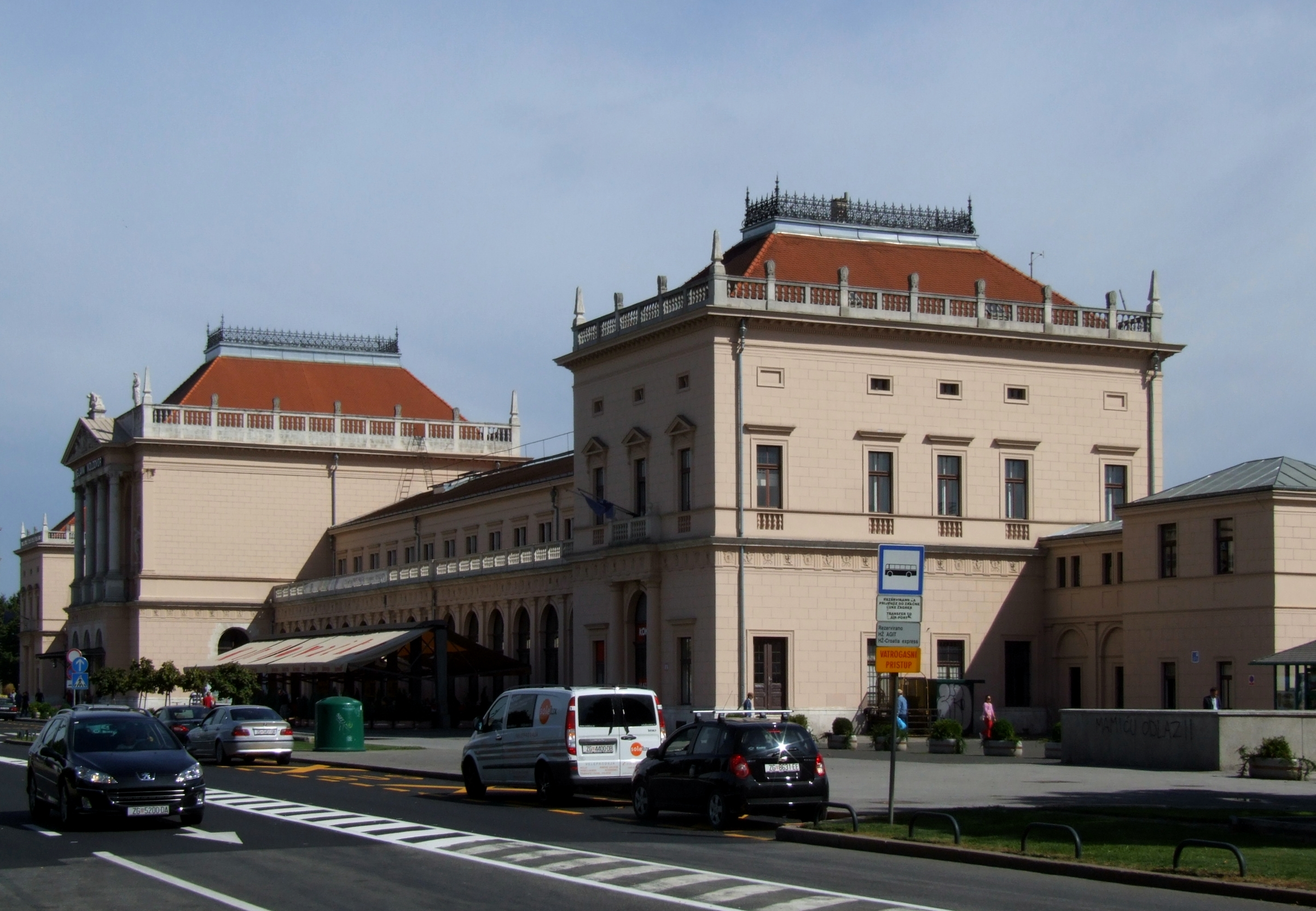
Zagrebs centralstation.

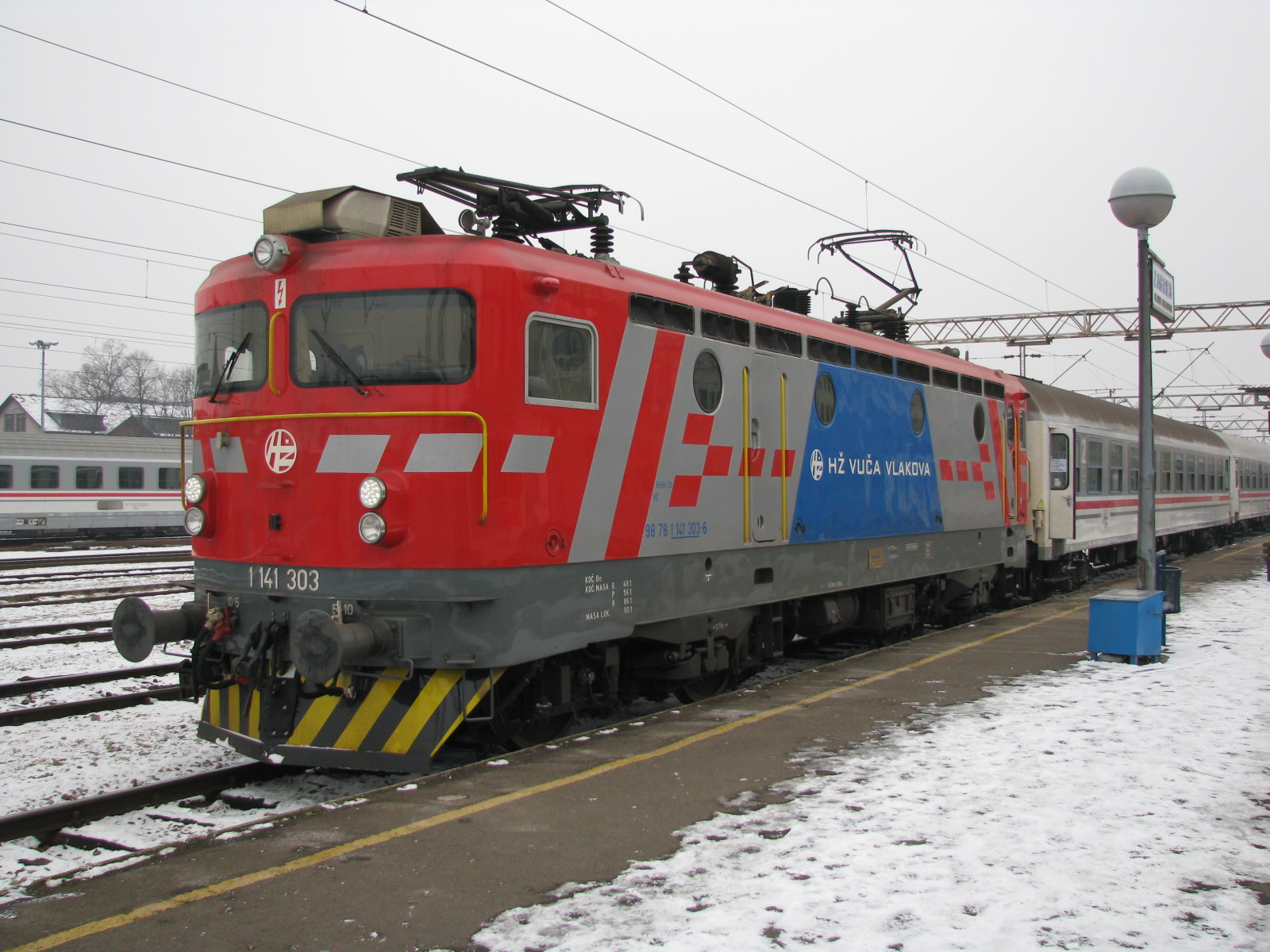
Ett typiskt kroatiskt tåg gör uppehåll på Zagrebs centralstation. Loktypen är den vanligast förekommande i Zagreb och är tillverkade av Končar på licens från Asea i Sverige. Loktypen är mycket lik de svenska elloken.

Zagrebs centralstation (kroatiska: Zagreb glavni kolodvor) är belägen i centrala Zagreb vid Kung Tomislavs torg (Trg Kralja Tomislava).

## Trafik
Från järnvägsstationen går tåg till de flesta städerna i Kroatien. Utrikeslinjerna går till grannländerna Serbien, Bosnien och Hercegovina, Slovenien och Ungern. En del utrikeståg går även vidare till fler länder. Zagreb ligger längs med den viktiga järnvägslinjen mellan Ljubljana och Belgrad. Det går även flera tåg till bland annat Budapest. Det går lokaltåg, regionaltåg, fjärrtåg, EuroCity, InterCity och InterCity Novi. Zagrebs pendeltåg har tåg till Dugo Selo, Savski Marof, Harmica och Caprag.

## Stationshuset
Stationshusets "mötesplats" är den stora väntsalen. Där finns det avgångs respektive ankomstlistor, tidtabeller, samt några kioskar och bänkar. Små gavlar sträcker sig ut åt vänster respektive höger sidor om stationshuset. I gaveln närmast perrongen finns en nyrenoverad restaurang. Nära intill finns även försäljning av biljetter och HŽ:s kundservice, samt förvaringsboxar på bägge sidor om stationshallen.

## Stadstrafik
Från Kung Tomislavs torg finns en vändslinga för Zagrebs spårvagnar. Med spårvagn kan man snabbt och enkelt ta sig från centralstationen till olika delar av Zagreb. Från posthuset avgår bussar till bland annat Franjo Tuđmans flygplats.

## Historia och arkitektur
Konstruktionen av Zagrebs centralstation påbörjades 1890 och 1892 öppnades stationen officiellt för trafik. Den nyklassicistiska byggnaden, som är utsmyckad med flera skulpturer och andra dekorationer, är uppförd efter ritningar av den ungerske arkitekten Ferenc Pfaff. Den har genomgått större renoveringar 1986-1987 samt 2006 och är idag kulturmärkt.